# 開張

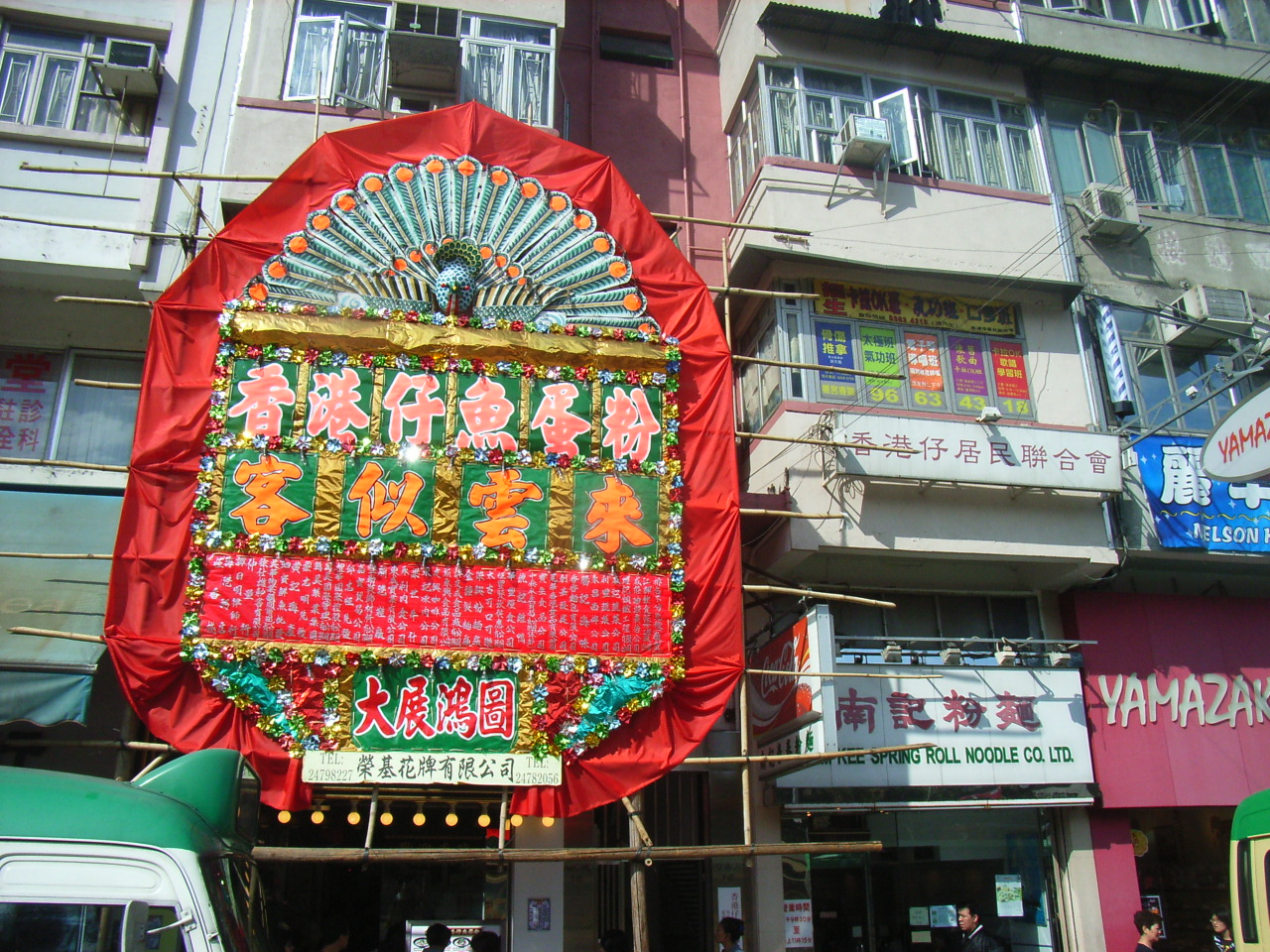
中式開張花牌

開張（Grand opening），又稱開幕或開業，是公共關係的活動，其目的是向公眾宣佈某公司、機構開始運作或某場地正式啟用。為開張所舉辦的活動則為開幕典禮或開幕儀式。其實在開幕典禮之前，該項目可能已經測試運作（試業）。不過，開幕儀式之後，即是表示該業務運作流暢。
開幕儀式的西洋風格有剪綵；而華人風格是鞭炮、舞龍、舞獅、嘉賓到賀、花牌設置等。